# Carpina
Carpina est une municipalité brésilienne située dans l'État du Pernambouc.